# Grand Prix Evropy 1995
Grand Prix Evropy 1995 (IXL Grand Prix of Europe), 14. závod 46. ročníku mistrovství světa jezdců Formule 1 a 37. ročníku poháru konstruktérů, historicky již 578. grand prix, se odehrála na okruhu Nürburgring.

## Výsledky

### Kvalifikace
| Pořadí | Číslo | Jezdec                   | Konstruktér        | 1. část  | 2. část  | Odstup |
| ------ | ----- | ------------------------ | ------------------ | -------- | -------- | ------ |
| 1      | 6     | David Coulthard          | Williams-Renault   | 1:18.738 | 1:19.913 | —      |
| 2      | 5     | Damon Hill               | Williams-Renault   | 1:18.972 | 1:19.607 | +0.234 |
| 3      | 1     | Michael Schumacher       | Benetton-Renault   | 1:19.470 | 1:19.150 | +0.412 |
| 4      | 28    | Gerhard Berger           | Ferrari            | 1:19.821 | 1:21.083 | +1.083 |
| 5      | 15    | Eddie Irvine             | Jordan-Peugeot     | 1:20.488 | 1:21.426 | +1.750 |
| 6      | 27    | Jean Alesi               | Ferrari            | 1:20.521 | 1:20.510 | +1.772 |
| 7      | 2     | Johnny Herbert           | Benetton-Renault   | 1:20.653 | 1:21.236 | +1.915 |
| 8      | 30    | Heinz-Harald Frentzen    | Sauber-Ford        | 1:20.762 | 1:20.749 | +2.011 |
| 9      | 8     | Mika Häkkinen            | McLaren-Mercedes   | 1:20.866 | 1:20.968 | +2.128 |
| 10     | 7     | Mark Blundell            | McLaren-Mercedes   | 1:20.909 | 1:21.583 | +2.171 |
| 11     | 14    | Rubens Barrichello       | Jordan-Peugeot     | 1:21.350 | 1:21.211 | +2.473 |
| 12     | 25    | Martin Brundle           | Ligier-Mugen-Honda | 1:21.541 | 1:22.062 | +2.803 |
| 13     | 29    | Jean-Christophe Boullion | Sauber-Ford        | 1:22.059 | 1:34.210 | +3.321 |
| 14     | 26    | Olivier Panis            | Ligier-Mugen-Honda | 1:22.062 | 1:22.565 | +3.324 |
| 15     | 4     | Mika Salo                | Tyrrell-Yamaha     | 1:23.058 | 1:23.079 | +4.320 |
| 16     | 23    | Pedro Lamy               | Minardi-Ford       | 1:23.328 | 1:24.087 | +4.590 |
| 17     | 9     | Massimiliano Papis       | Footwork-Hart      | 1:23.689 | 1:24.134 | +4.951 |
| 18     | 24    | Luca Badoer              | Minardi-Ford       | 1:23.760 | 1:26.406 | +5.022 |
| 19     | 3     | Gabriele Tarquini        | Tyrrell-Yamaha     | 1:24.286 | 1:24.352 | +5.548 |
| 20     | 17    | Andrea Montermini        | Pacific–Ford       | 1:24.696 | 1:26.102 | +5.958 |
| 21     | 10    | Taki Inoue               | Footwork-Hart      | 1:26.667 | 1:24.900 | +6.162 |
| 22     | 21    | Pedro Diniz              | Forti–Ford         | 1:25.647 | 1:25.157 | +6.419 |
| 23     | 22    | Roberto Moreno           | Forti–Ford         | 1:26.784 | 1:26.098 | +7.360 |
| 24     | 16    | Jean-Denis Délétraz      | Pacific–Ford       | 1:27.853 | 1:29.677 | +9.115 |

### Závod
| Pořadí | Číslo | Jezdec                   | Konstruktér        | Kola | Čas/odstoupení       | Start | Body |
| ------ | ----- | ------------------------ | ------------------ | ---- | -------------------- | ----- | ---- |
| 1      | 1     | Michael Schumacher       | Benetton-Renault   | 67   | 1:39:59.044          | 3     | 10   |
| 2      | 27    | Jean Alesi               | Ferrari            | 67   | +2.684               | 6     | 6    |
| 3      | 6     | David Coulthard          | Williams-Renault   | 67   | +35.382              | 1     | 4    |
| 4      | 14    | Rubens Barrichello       | Jordan-Peugeot     | 66   | +1 kolo              | 11    | 3    |
| 5      | 2     | Johnny Herbert           | Benetton-Renault   | 66   | +1 kolo              | 7     | 2    |
| 6      | 15    | Eddie Irvine             | Jordan-Peugeot     | 66   | +1 kolo              | 5     | 1    |
| 7      | 25    | Martin Brundle           | Ligier-Mugen-Honda | 66   | +1 kolo              | 12    |      |
| 8      | 8     | Mika Häkkinen            | McLaren-Mercedes   | 65   | +2 kola              | 9     |      |
| 9      | 23    | Pedro Lamy               | Minardi-Ford       | 64   | +3 kola              | 16    |      |
| 10     | 4     | Mika Salo                | Tyrrell-Yamaha     | 64   | +3 kola              | 15    |      |
| 11     | 24    | Luca Badoer              | Minardi-Ford       | 64   | +3 kola              | 18    |      |
| 12     | 9     | Massimiliano Papis       | Footwork-Hart      | 64   | +3 kola              | 17    |      |
| 13     | 21    | Pedro Diniz              | Forti–Ford         | 62   | +5 kol               | 22    |      |
| 14     | 3     | Gabriele Tarquini        | Tyrrell-Yamaha     | 61   | +6 kol               | 19    |      |
| 15     | 16    | Jean-Denis Délétraz      | Pacific–Ford       | 60   | +7 kol               | 24    |      |
| Ret    | 5     | Damon Hill               | Williams-Renault   | 58   | Vyjetí z trati       | 2     |      |
| Ret    | 17    | Andrea Montermini        | Pacific–Ford       | 45   | Únik paliva          | 20    |      |
| Ret    | 29    | Jean-Christophe Boullion | Sauber-Ford        | 44   | Kolize               | 13    |      |
| Ret    | 28    | Gerhard Berger           | Ferrari            | 40   | Elektronika          | 4     |      |
| Ret    | 22    | Roberto Moreno           | Forti–Ford         | 22   | Hnací hřídel poloosy | 23    |      |
| Ret    | 30    | Heinz-Harald Frentzen    | Sauber-Ford        | 17   | Vyjetí z trati       | 8     |      |
| Ret    | 26    | Olivier Panis            | Ligier-Mugen-Honda | 14   | Vyjetí z trati       | 14    |      |
| Ret    | 7     | Mark Blundell            | McLaren-Mercedes   | 14   | Nehoda               | 10    |      |
| Ret    | 10    | Taki Inoue               | Footwork-Hart      | 0    | Elektronika          | 21    |      |

## Průběžné pořadí šampionátu
Pohár jezdců
| Pořadí | Jezdec             | Body |
| ------ | ------------------ | ---- |
| 1      | Michael Schumacher | 82   |
| 2      | Damon Hill         | 55   |
| 3      | David Coulthard    | 43   |
| 4      | Johnny Herbert     | 40   |
| 5      | Jean Alesi         | 40   |

Pohár konstruktérů
| Pořadí | Konstruktér      | Body |
| ------ | ---------------- | ---- |
| 1      | Benetton-Renault | 112  |
| 2      | Williams-Renault | 92   |
| 3      | Ferrari          | 68   |
| 4      | McLaren-Mercedes | 21   |
| 5      | Jordan-Peugeot   | 18   |